# Goran Kopunović
Goran Kopunovic (1967. február 1. –), korábbi  szerbiai bunyevác labdarúgó. Két idényen keresztül volt a Ferencváros játékosa és ezalatt több sikert is megélt a csapattal.

## Pályafutása

### Klubcsapatban
Első egyesülete az akkor még Jugoszláviához tartozó Kikinda csapata volt. Innen igazolt a Szpartak Subotica együtteséhez, majd  a spanyol másodosztályú Figuereshez szerződött.
1994-ben a igazolt a Ferencvároshoz, ahol már nemzetközi kupákban is kibontakoztatta rátermettségét.
Következő idényében nagyon eredményes volt a Kopunovic-Kuntic csatárduó[forrás?], ebben az idényben a bajnoki címet is megszerezte a Ferencvárossal.
Híres nevezetes találatairól, mint például az UEFA-bajnokok ligája selejtezőjében Anderlechtnek lőtt gólja [forrás?]vagy a már BL-csoportkörben a Real Madridnak lőtt találata.
A szezon befejeztével eligazolt Ciprusra egy rövid kitérőre, majd visszatérve, Újpesten folytatta tovább karrierjét.
Levezetésképpen 2000-ben Németországba távozott és 2001-ig a Zwickau és a Jügesheim csapatánál játszott.

### Edzőként
Labdarúgó pályafutását befejezvén edzői pályára lépett. A Ferencvárosi TC utánpótlásában dolgozott 2004-2006 között. 2006-ban jött az áttörés a munkájában, amikor a kínai Lifan együtteséhez szerződött. A keleti régióban ezt követően a vietnámi DTLA kérte fel az edzői pozícióra. Egy maglódi kitérő után Ománban írt alá szerződést, és az FC Sur csapatát irányította. Edzői pályafutásának újabb állomása a Felsőpakony volt. Karrierjének egyik legsikeresebb korszaka Ruandában a Police Kibungo együttesénél következett. A ruandai klubbal 1-szer 3. helyezést ért el, 2-szer 2. helyezést, 2-szer játszott ruandai kupadöntőt.  A remek eredményeknek köszönhetően 2011-ben az ÉV edzője lett. A 2012/13. évi CAF Confederation Cup résztvevője lett a Police Kibungo, ami az Afrikában az Európa Ligának számít. Vietnámban a DTLA csapatánál folytatta az edzői tevékenységet, a 2014/2015- ös szezonban pedig a tanzániai Premier League-ben érdekelt Simba SC labdarúgóit irányította, a bajnokságban harmadikok lettek. 2015-től 2017 februárjáig a másodosztályú BFC Siófok vezetőedzője. 2017 decemberében a Szeged 2011 vezetőedzője lett. 2019 áprilisában a megye I-es Maglódi TC vezetőedzője lett.

## Sikerei, díjai
- 3-szoros magyar bajnok: 1994-95 FTC, 1995-96 FTC, 1997-98 Újpest
- 2-szeres magyar szuperkupa-győztes: 1994, 1995
- 1-szeres magyarkupa-győztes: 1994-95
- 1995 házi gólkirály FTC